# Aslund Skov
Aslundskoven er en samlebetegnelse for to plantager beliggende i Aalborg Kommune øst for Nørresundby og 2,5 kilometer nord for Vester Hassing. Plantagerne er henholdsvis Vester Aslund Plantage og Øster Aslund Plantage, og de er navngivet efter gårdene Vester Aslund og Øster Aslund. Skovområdets primære ejere er Aalborg Kommune, Vester Aslund og Øster Aslund.

Skovområdet er en del af et større sammenhængende naturområde, der har rekreativ og kulturhistorisk betydning. I skovområdet findes 41 fortidsminder, der er markeret, heriblandt Hellighøje. Endvidere er der en lang række markerede stier, der bruges af motionister osv., lige som der findes en lejrplads med shelters i en nedlagt grusgrav i den vestlige del af skoven.
I undergrunden under skovområdet findes et betydningsfuldt drikkevandsreservoir. 
I 2008 diskuterede byrådet i Aalborg Kommune muligheden for at sælge kommunens andel af skovområdet, men da et flertal viste sig at være imod, blev ideen taget af bordet igen.

## Fodnoter
1. ↑  Referat fra møde i Det Grønne Råd, 12. juni 2008 (Webside ikke længere tilgængelig)

## Ekstern henvisning
- Aslund Skov-området Arkiveret 9. februar 2006 hos  Wayback Machine, hals.odeum.com, 22. juni 2004

57°5′28″N 10°9′6″Ø / 57.09111°N 10.15167°Ø